# العضلات الشوكية النصفية
العضلات الشوكية النصفية (بالإنجليزية: semispinalis muscles)‏ هي مجموعة من ثلاث عضلات تنتمي إلى العضلات المستعرضة الشوكية. وهن العضلة الشوكية النصفية الرأسية، العضلة الشوكية النصفية العنقية والعضلة الشوكية النصفية الصدرية.
تقع العضلة الشوكية النصفية الرأسية (بالإنجليزية: semispinalis capitis)‏ في الجزء العلوي والخلفي من الرقبة، عميقةً للعضلة الطاحلة، وإنسيةً للعضلة الطُولى العنقية والعضلة الطُولى الرأسية. وتنشأ من سلسلة من الأوتار من أطراف النواتئ المستعرضة للفقرات الصدرية الستة أو السبع العليا والفقرة العنقية السابعة، ومن النواتئ المفصلية للفقرات العنقية الثلاث التي تعلوها ( ع4-ع6 ).
الأوتار متحدةً تشكل عضلة عريضة، والتي تمتد للأعلى لتنغرز بين الخطوط القفوية العلوية والسفلية للعظم القذالي. إنها تقع عميقًا للعضلة شبه المنحرفة ويمكن جسها ككتلة عضلية مستديرة صلبة وحشيةً للنتوءات الشوكية العنقية.
تنشأ العضلة الشوكية النصفية العنقية (أو العضلة الشوكية النصفية الرقبية) (بالإنجليزية: semispinalis cervicis)‏ من سلسلة من الألياف الوترية واللحمية من النواتئ المستعرضة للفقرات الصدرية الخمس أو الست العليا، لتنغرز في النواتئ الشوكية العنقية، من المحور (الفقرة العنقية الثانية) إلى الفقرة العنقية الخامسة. العضلة الشوكية النصفية العنقية أسمك من العضلة الشوكية النصفية الصدرية. تعد الحزمة المتصلة بالمحور هي الأكبر، وهي عضلية بشكل أساسي.
تتكون العضلة الشوكية النصفية الصدرية (أو العضلة الشوكية النصفية الظهرية) (بالإنجليزية: semispinalis thoracis)‏ من حزم عضلية رفيعة وضيقة، متداخلة بين أوتار ذات أطوال كبيرة. حيث أنها تنشأ من سلسلة من الأوتار الصغيرة من النواتئ المستعرضة للفقرات الصدرية السادسة إلى العاشرة، لتنغرز في النواتئ الشوكية للفقرات الصدرية الأربعة العلوية والفقرتين العنقيتين السفليتين، عن طريق أوتارها.
يتم تعصيب العضلات الشوكية النصفية بواسطة الأذرع الظهرية للأعصاب الشوكية العنقية.

## أنظر أيضا
- قائمة عضلات جسم الإنسان

## صور إضافية

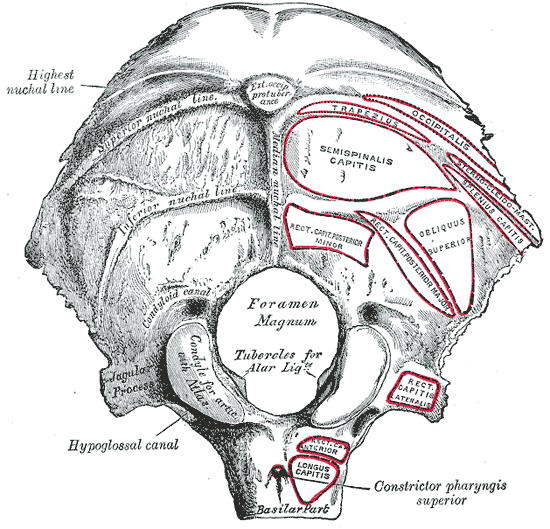
منظر خلفي للعظم القذالي.
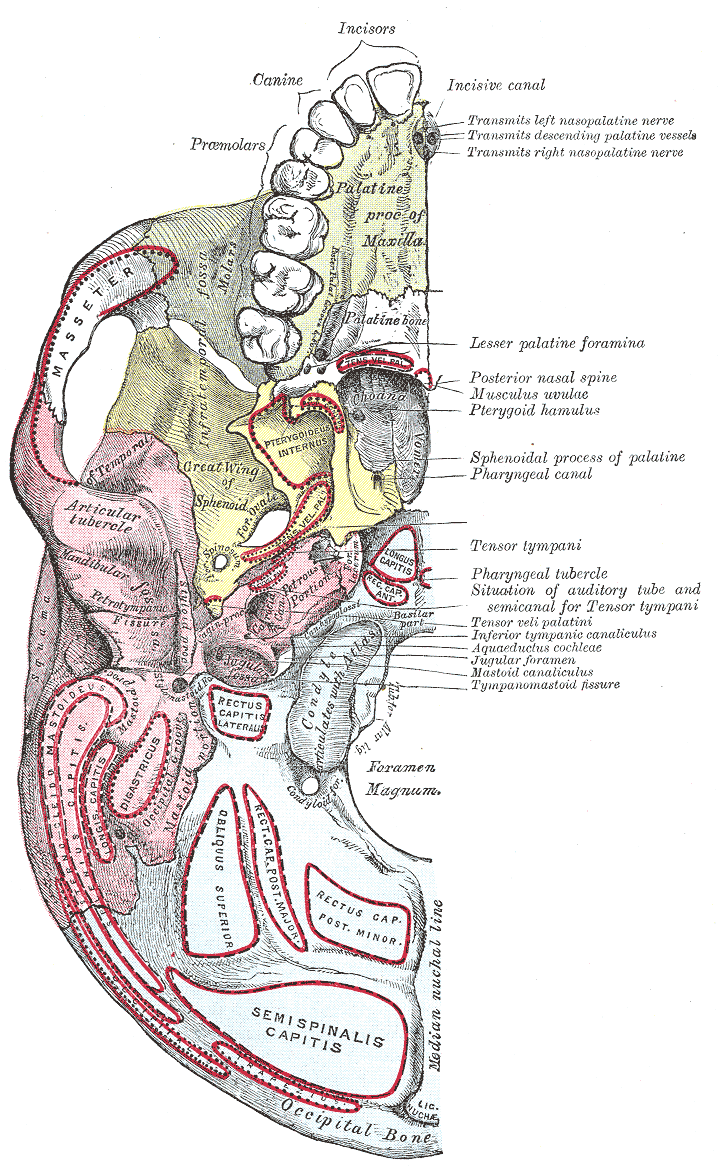
السطح السفلي لقاع الجمجمة.
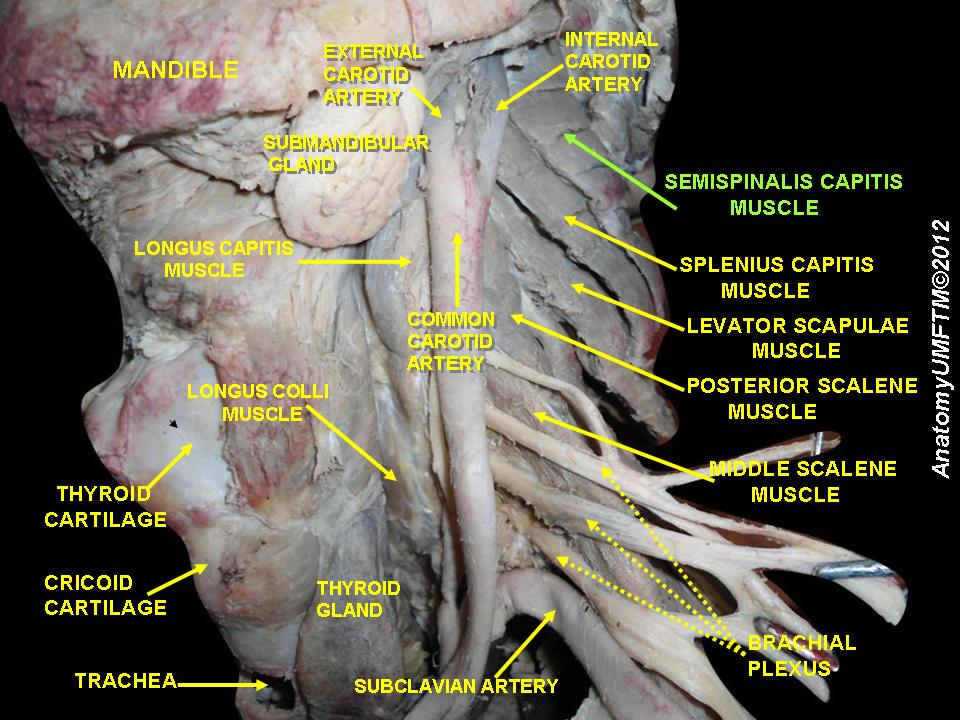
العضلة الشوكية النصفية الرأسية.
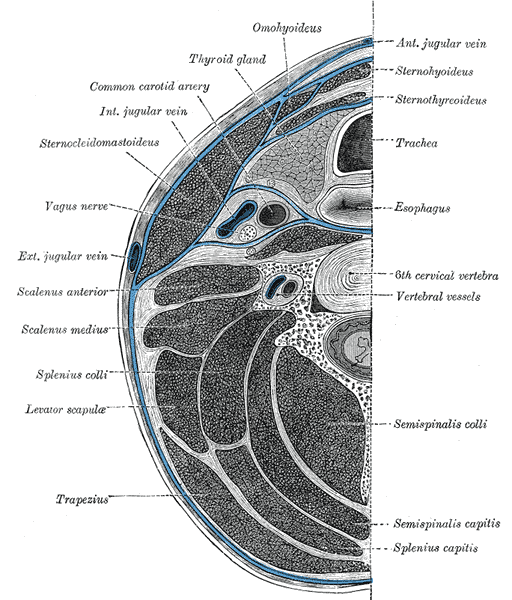
مقطع يظهر العضلة الشوكية النصفية العنقية واللفافة.

## روابط خارجية
- شكل تشريحي: 01:06-01 على موقع مركز سوني دونستات الطبي (تشريح بشري عبر الإنترنت).
- شكل تشريحي: 24:01-01 على موقع مركز سوني دونستات الطبي (تشريح بشري عبر الإنترنت).
- Semispinalis_capitis_1 على برنامج طب العظام التابع لنظام الصحة بجامعة ديوك [الإنجليزية]‏.
- درسٌ تشريحي حول lesson6musclesofback مُعدٌ بواسطة ويسلي نورمان (جامعة جورجتاون).
- شكل تشريحي: 01:06-01 على موقع مركز سوني دونستات الطبي (تشريح بشري عبر الإنترنت).
- Image at ithaca.edu
- Semispinalis_thoracis على برنامج طب العظام التابع لنظام الصحة بجامعة ديوك [الإنجليزية]‏.
- مقطع عرضي - مختبر التلدين، جامعة فيينا الطبية. pembody/body8a